# Седма дивизионна област
Седма дивизионна област е военна област на 7-а пехотна рилска дивизия, формирана през 1903 година.

## История
Седма дивизионна област е формирана с Указ № 89 от 1903 година. В състава на областта влизат административните околии Кюстендилска, Трънска, Радомирска, Дупнишка, Самоковска и Панагюрска и полковите окръжия на 14-и пехотен македонски полк, 22-и пехотен тракийски полк, 13-и пехотен рилски полк и 26-и пехотен пернишки полк. Съгласно указ № 148 от 27 декември 1906 влиза в подчинение на новоформираната 1-ва военноинспекционна област. На 29 декември 1910 г. с указ № 99 се учредява 7-о областно интендантство с местостоянка Дупница. През 1943 – 1944 г. областта мобилизира тилови части за окупационните корпуси.

## Наименования
През годините областта носи различни имена според претърпените реорганизации:
- Седма рилска дивизионна област (1911 – 1916)
- Седма дивизионна област (1916 – 1921)
- Седма рилска полкова област (1921 – 1938)
- Седма рилска дивизионна област (1938 – 1948)